# Souessoula
Souessoula parva es una especie de araña araneomorfa de la familia Linyphiidae. Es el único miembro del género monotípico Souessoula.

## Distribución
Se encuentra en Estados Unidos.